# Atef Sedki
Ne doit pas être confondu avec Aziz Sedki.
Atef Sedki (29 août 1930 - 25 février 2005) (en arabe : عاطف محمد نجيب صدقي), est un homme d'État égyptien, Premier ministre de 1986 à 1996.

## Biographie
Sedki naît à Tanta dans le Delta du Nil. Il est avocat et économiste de formation, et reçoit un doctorat en économie de l'université de Paris en France. Avant de devenir Premier ministre, il est le directeur de l'Agence centrale de contrôle égyptien. Il meurt le 25 février 2005 dans un hôpital du Caire.

### Carrière politique
Comme Premier ministre, il supervise et suggère des réformes parfois critiquées par le Fonds monétaire international. En novembre 1993, il survit à une tentative d'assassinat au Caire revendiquée par le groupe militant islamique Vanguard of Conquest. Cet attentat entraîne la mort d'une écolière appelé Shaimaa.
Le 2 janvier 1996, il démissionne en même temps que son cabinet. Son poste est pourvu deux jours plus tard par Kamal al-Ganzouri. 